# AudioID
Die AudioID ist ein akustischer Fingerabdruck, der eine schnelle und eindeutige Erkennung von Musikstücken und anderen Audiosignalen ermöglicht. Zur Identifikation wird aus einem Musikstück zunächst ein kompakter Datensatz (die AudioID) generiert, der wie ein Fingerabdruck charakteristisch für dieses Stück ist. Zur Wiedererkennung genügt anschließend ein kurzer Ausschnitt des Musikstücks, in dem dessen akustischer Fingerabdruck denen der AudioID-Datenbank gegenübergestellt wird.
Die AudioID ist als einzige Audio-Erkennungstechnologie Bestandteil des Standards MPEG-7. Dies ermöglicht die sofortige Verknüpfung einer erkannten Audiodatei mit Metadaten.
Entwickelt wurde die AudioID am Fraunhofer IIS und am Fraunhofer IDMT. Für diese Arbeiten und für die ersten erfolgreichen Vermarktungsschritte erhielten die Forscher im Jahr 2004 den Forschungspreis der Fraunhofer-Gesellschaft. Die Lizenzrechte an der AudioID wurden an die mufin GmbH – einer Tochtergesellschaft der Magix GmbH & Co. KGaA – übertragen.

## Anwendung
Die AudioID wird in Produkten von Magix, wie dem MP3 Maker, Digital DJ oder mufin player, verwendet. Außerdem wird die Technologie zur automatisierten Protokollierung von gesendetem Tonmaterial in Radio- und Fernsehprogrammen, z. B. zur Überwachung von Sendezeitvereinbarungen und zur statistischen Auswertung (Chartanalyse), oder zur automatisierten Suche nach Audiomaterial im Internet, das Urheberrechte verletzt, lizenziert.

## Nachweise und Quellen
1. ↑  audio identification technology. mufin GmbH – a Magix AG company, 2012, archiviert vom Original am 26. Januar 2012; abgerufen am 17. Juni 2016 (englisch).
2. ↑  Fraunhofer IDMT: Audio-Identifikation (AudioID) und Akustischer Fingerabdruck (Memento vom 23. August 2007 im Internet Archive)